# Fergus Murray
Fergus Murray (Alistair Fergus Murray; * 11. September 1942 in Dundee) ist ein ehemaliger britischer Langstreckenläufer.
Bei den Olympischen Spielen 1964 in Tokio kam er über 10.000 m auf den 22. Platz.
1965 gewann er bei der Universiade Bronze über 5000 m, und 1966 wurde er für Schottland startend bei den British Empire and Commonwealth Games in Kingston Siebter über sechs Meilen und belegte über drei Meilen den 17. Platz.
1967 gewann er den Polytechnic Marathon und das Around the Bay Road Race.
1970 wurde er Zweiter beim Kyōto-Marathon, Dritter bei der Schottischen Meisterschaft im Marathon und Siebter beim Marathon der British Commonwealth Games in Edinburgh.

## Persönliche Bestzeiten
- 5000 m: 13:49,0 min, 22. Juli 1964, Helsinki
- 10.000 m: 29:10,4 min, 11. September 1964, London
- Marathon: 2:15:32 h, 23. Juli 1970, Edinburgh